# Schismatoglottis wongii
Schismatoglottis wongii är en kallaväxtart som beskrevs av Alistair Hay. Schismatoglottis wongii ingår i släktet Schismatoglottis och familjen kallaväxter. Inga underarter finns listade.